# Espaço de Teichmüller
Espaço de Teichmüller T(S) de uma superfície S topológica (ou diferencial)  é um espaço que parametra estruturas complexas em S até a ação de homeomorfismos que são isotópicos para o homeomorfismo identitário. O conceito foi introduzido na década de 1930 por Oswald Teichmüller.

## Definições

### Superfícies tipo finito
Estas são as superfícies para as quais o espaço de Teichmüller é mais frequentemente estudado, que inclui superfícies fechadas. Uma superfície é de tipo finito se for difeomórfica em uma superfície compacta menos um conjunto finito. Se {\displaystyle S} for uma superfície fechada do gênero {\displaystyle g}, então a superfície obtida pela remoção de pontos {\displaystyle k} de {\displaystyle S} é geralmente denotada {\displaystyle S_{g,k}} e seu espaço Teichmüller por {\displaystyle T_{g,k}}.

### Espaços de Teichmüller de dimensão infinita
As superfícies que não são de tipo finito também admitem estruturas hiperbólicas, que podem ser parametrizadas por espaços de dimensões infinitas (homeomórficos a  {\displaystyle \mathbb {R} ^{\mathbb {N} }}). Outro exemplo de espaço de dimensões infinitas relacionado à teoria de Teichmüller é o espaço de Teichmüller de uma laminação por superfícies.